# Area metropolitana di Abilene

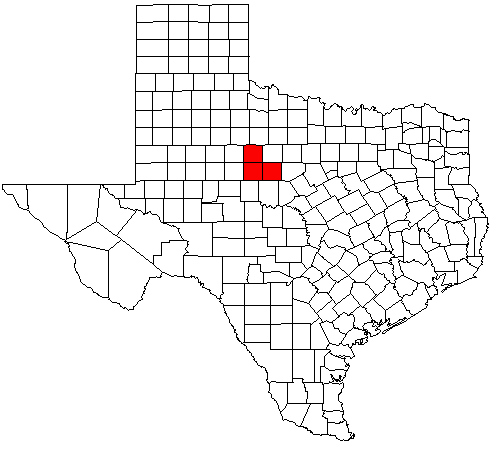
La mappa del Texas, in rosso l'area metropolitana di Abilene

L'area metropolitana di Abilene è un'area metropolitana nel Texas centro-occidentale che copre tre contee: Taylor, Jones e Callahan. Al censimento del 2010, l'area metropolitana aveva una popolazione di 165 252 abitanti (sebbene una stima del 1º luglio 2016 collocasse la popolazione a 169 893 abitanti).

## Contee
- Callahan
- Jones
- Taylor

## Comunità

### Località con oltre100 000abitanti
- Abilene (città principale)

### Località da5 000a100 000abitanti
- Dyess AFB

### Località da2 500a5 000abitanti
- Clyde
- Merkel
- Stamford (parziale)

### Località da1 000a2 500abitanti
- Anson
- Baird
- Hamlin (parziale)
- Potosi
- Tye

### Località con meno di1 000abitanti
- Buffalo Gap
- Cross Plains
- Hawley
- Impact
- Lawn
- Lueders
- Putnam
- Trent
- Tuscola

### Località non incorporate
- Avoca
- Caps
- Cottonwood
- Eula
- Hamby
- Nugent
- Ovalo
- View